# A Streetcar Named Desire (teatro)
A Streetcar Named Desire (conhecida no Brasil como Um Bonde Chamado Desejo e, em Portugal, como Um Eléctrico Chamado Desejo) é uma peça teatral de 1947, escrita pelo dramaturgo norte-americano Tennessee Williams, pela qual ele recebeu o Prêmio Pulitzer em 1947.

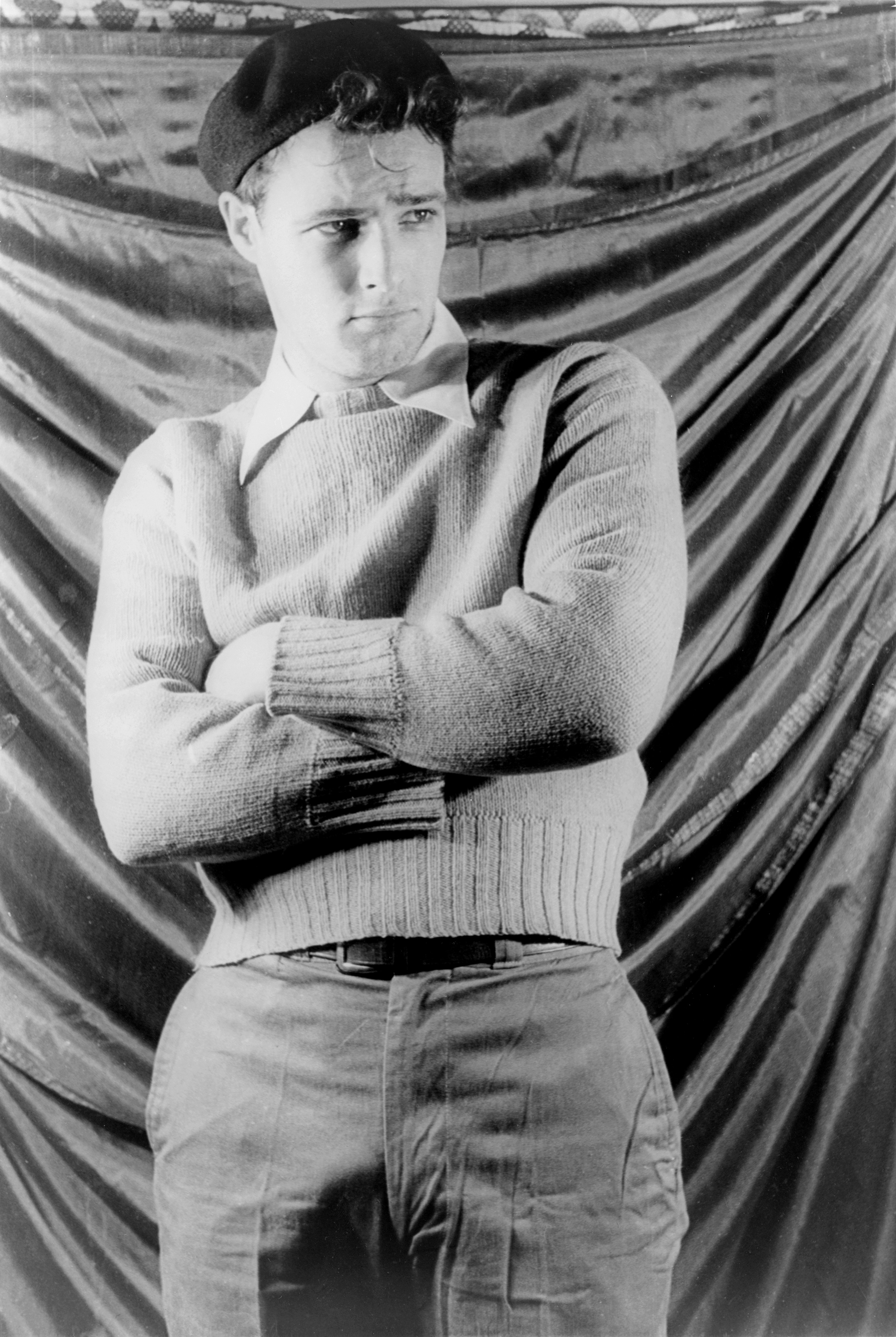
Marlon Brando na peça A Streetcar Named Desire, em 1948

## Histórico
A peça estreou na Broadway em 3 de dezembro de 1947, e se manteve até 17 de dezembro de 1949, no Ethel Barrymore Theatre. A produção da Broadway foi dirigida por Elia Kazan e estrelou Marlon Brando, Jessica Tandy, Kim Hunter, e Karl Malden. Na produção que estreou em Londres em 1949, estrelavam Bonar Colleano, Vivien Leigh, e Renee Asherson, sob direção de Laurence Olivier.
Houve várias adaptações da peça, sendo a mais conhecida a de 1951, em que foi adaptada para o filme homônimo A Streetcar Named Desire, sob a direção de Elia Kazan, recebendo vários prêmios, inclusive o Oscar de melhor atriz para Vivien Leigh, no papel de Blanche. Algumas adaptações criativas posteriores incluem uma ópera em 1995, A Streetcar Named Desire, com música de André Previn, a qual foi apresentada no San Francisco Opera.

## Sinopse
Dois personagens são destaque na peça, tornando-se, na cultura de massa, ícones representativos do conflito: Blanche DuBois, uma nostágica reminiscente da cultura sulista, e Stanley Kowalski, um representante da classe operária.
A peça apresenta Blanche DuBois, uma decadente beleza sulista com pretensões de virtude e cultura que, através da fantasia, busca encobrir, para si mesma e para os outros, a realidade. Disfarça suas desilusões através da ideia de se mostrar – e se acreditar – ainda atraente e com possibilidade de novas conquistas amorosas. Blanche chega ao apartamento de sua irmã Stella Kowalski, no Faubourg Marigny, de Nova Orleans, sobre a Elysian Fields Avenue, e um dos transportes que utiliza para chegar é um bonde chamado "Desire". O ambiente urbano é um choque para Blanche, em virtude da nostálgica evocação de sua propriedade sulista, "Belle Reve", em Laurel, Mississippi, que havia sido perdida, segundo ela, por intrigas de seus ancestrais. Blanche culpa continuamente o nervosismo como fator de seu afastamento do trabalho como professora de inglês, quando na verdade a causa foi o relacionamento com um estudante de 17 anos, o que a levou a fugir de Laurel. Um breve casamento desfeito pela descoberta da homossexualidade do marido Allan Grey e seu consequente suicídio lançaram Blanche para dentro de um mundo de fantasias e ilusões misturadas à sua realidade.
Em contraste com o retraimento e respeito de Stella e o pretensioso refinamento de Blanche, está Stanley Kowalski, que representa o poder da natureza bruta: primal, rude e sensual. Ele domina Stella em todas as suas attitudes, e é física e emocionalmente abusivo. Stella tolera seu comportamento como parte de sua atração; seu amor e relacionamento são baseados no poder animalesco e química sexual, algo que Blanche considera impossível entender.
A chegada de Blanche perturba o sistema de mútua dependência entre Stella e Stanley. Com a presença do amigo de Stanley, que se torna pretendente de Blanche, Harold Mitchell, o conflito se agrava. Stanley descobre o passado de Blanche, a ameaça e, num confronto final – Williams alude ao fato, mas não o afirma diretamente –, a violenta, resultando na crise nervosa de Blanche. Stella a encaminha para uma instituição de tratamento mental e, no momento final, ela se dirige ao médico que a levará: "Whoever you are, I have always depended on the kindness of strangers…" ("Seja você quem for, eu sempre dependi da bondade de estranhos…")

## Tema e motivações

### Ilusão versus realidade
Um tema recorrente pode ter sido a base de A Streetcar Named Desire, em sua reflexão sobre a velha América e a nova América, sob a presença de imigrantes. Blanche é pobre e Stanley, um polonês imigrante, é poderoso e confiante.
Há um constante conflito entre a realidade e a fantasia. Blanche, em determinada cena, diz: "I don't want realism, I want magic" ("Eu não quero realismo, eu quero magia"). Esse tema recorrente é muito forte na caracterização que Williams faz de Blanche DuBois e o sentido figurado que ela emprega em sua idealização e busca pela magia: um papel quebra-luz a envolver a berrante claridade da lâmpada no living; seu insistente e repetitivo relato dos últimos anos em Belle Reve; a miscelânea de cartas para Shep Huntleigh; e uma pronunciada tendência ao consumo de álcool. De acordo com alguns críticos, "Blanche spins a cocoon linguistically for protection" ("Blanche engendra um casulo linguístico para sua proteção"). Blanche cria seu mundo de fantasias com as características do meio que conhece, tais como ser donzela, beleza sulista ou professora de escola. Ela utiliza seus relatos para criar uma fachada sob a qual se esconde, conciliando seus segredos numa tentativa de voltar à glória do passado, e ilustrando sua inabilidade para transmitir aos outros seu senso de normalidade.
Notavelmente, a decepção de Blanche com relação aos outros e a si mesma, não é caracterizada por malícia, mas prefere demonstrar sua desilusão através do "coração partido" e tristeza, remetendo a um tempo romântico e feliz antes do "decepção" que marcou sua vida.
O contraste entre Blanche e Stanley pode ser entendido como reflexo da oposição: a falsa, ilusória e decepcionada mulher, versus o rude, brutal e animalesco marido de sua irmã, a realidade em sua presença física.

### Abandono dos códigos cavalheirescos
Nos contos de fada, a princesa aflita ou a donzela em apuros é, frequentemente, resgatada pelo príncipe heroico e forte. A Streetcar Named Desire é caracterizado pela ausência do homem másculo com qualidades heroicas. Na verdade, o opositor ao cavalheiresco herói pode ser representado pela principal figura masculina da peça, Stanley Kowalski. Stanley é descrito por Blanche como um "sobrevivente da idade da pedra", com maneiras incivilizadas, comportamento violento, ausência de empatia, e atitudes machistas em relação às mulheres. Da mesma forma, Mitch é socialmente desastrado, e apesar de cavalheiro, é estúpido.

### Realidade
Há a possibilidade de a personagem de Blanche ter se baseado na história da irmã de Tennessee, Rose Williams, que tinha problemas mentais e foi submetida a uma lobotomia.

## Teatro

### Produção original da Broadway

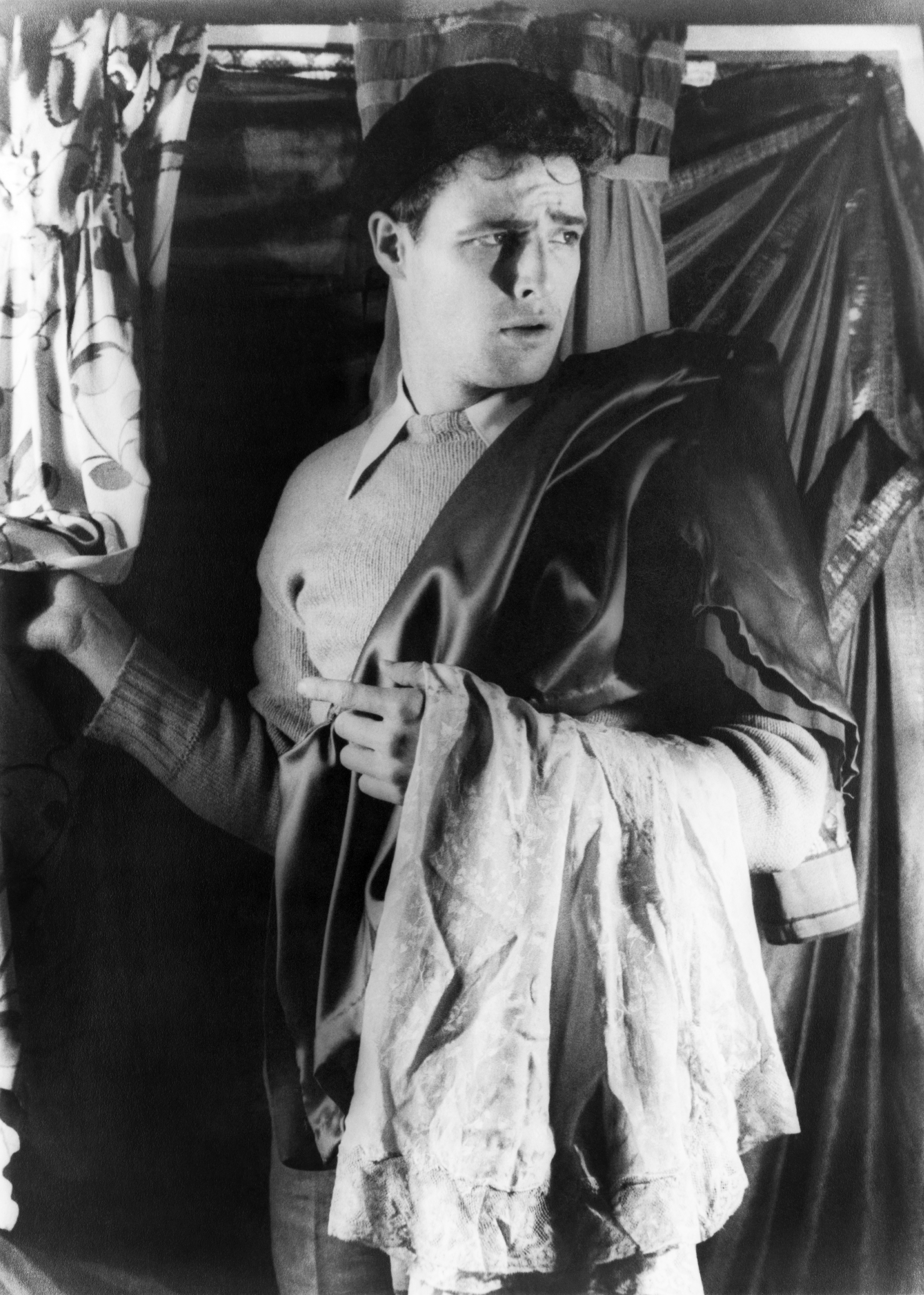
Marlon Brando como Stanley Kowalski no set da produção teatral A Streetcar Named Desire, fotografado por Carl Van Vechten em 1948.

A produção original da Broadway coube a Irene Mayer Selznick. A apresentação iniciou com uma curta temporada no Shubert Theatre, em New Haven, mudando para o Ethel Barrymore Theatre em 3 de dezembro de 1947. Selznick originalmente queria no elenco Margaret Sullavan e John Garfield, mas se decidiu por Marlon Brando e Jessica Tandy, que eram relativamente desconhecidos na época. O elenco contava também com Kim Hunter como Stella, e Karl Malden como Mitch. Na première, a audiência aplaudiu a apresentação por meia hora.
Após algum tempo, Uta Hagen substituiu Tandy, e Anthony Quinn substituiu Brando. Hagen e Quinn fizeram a apresentação em uma tour nacional, e depois voltaram para a apresentação na Broadway. Quando Brando quebrou o nariz, Jack Palance fez o seu papel. Ralph Meeker também atuou um tempo no papel de Stanley. Tandy recebeu o Prêmio Tony de melhor atriz em peças, em 1948, dividindo a honra com Judith Anderson em Medeia e Katharine Cornell.
A Blanche de Uta Hagen, na tour nacional, foi dirigida não por Elia Kazan, mas por Harold Clurman.

### Elenco original
- Marlon Brando … Stanley Kowalski
- Vivien Leigh … Blanche Du Bois
- Kim Hunter … Stella Kowalski
- Karl Malden … Harold 'Mitch' Mitchell
- Rudy Bond … Steve Hubbell
- Nick Dennis … Pablo Gonzales
- Peg Hillias … Eunice Hubbell
- Vito Christi … Jovem Coletor
- Richard Garrick … Homem estranho
- Ann Dere … Mulher estranha
- Gee Gee James … Mulher Negra
- Edna Thomas … Mulher Mexicana

### Produção original de Londres
A produção Londrina foi dirigida por Laurence Olivier, e estreou em 12 de outubro de 1949, com Bonar Colleano, Vivien Leigh, e Renée Asherson.

### Reapresentações
- Tallulah Bankhead, que Williams tinha em mente quando escreveu a peça, estrelou-a em 1956, na produção da New York City Center Company, dirigida por Herbert Machiz. A produção, que fez uma temporada na Coconut Grove Playhouse, em Miami, não foi bem recebida e fez apenas 300 apresentações.
- A primeira reapresentação na Broadway foi em 1973. Foi produzida por Lincoln Center, no Vivian Beaumont Theatre, e estrelou Rosemary Harris como Blanche e James Farentino como Stanley.
- Houve uma reapresentação na primavera de 1988, no Circle in the Square Theatre, que apresentou Aidan Quinn, Blythe Danner como Blanche e Blood Simple Frances McDormand como Stella,[7] ganhando um Prêmio Tony.
- Uma versão com grande repercussão publicitária foi reapresentada em 1992, apresentando Alec Baldwin como Stanley e Jessica Lange como Blanche, no Ethel Barrymore Theatre, o mesmo teatro da produção original.[8] Essa produção fez tanto sucesso quanto a feita para a TV, que apresentou Timothy Carhart como Mitch e Amy Madigan como Stella, além de James Gandolfini e Aida Turturro.[8] Baldwin recebeu uma indicação ao Prêmio Tony como melhor ator em peças, e Lange venceu o Theatre World Award de 1992.[9]
- Em 1997, Le Petit Theatre Du Vieux Carre, em Nova Orleans, Louisiana, montou uma produção em homenagem ao 50º Aniversário da peça, com música de Marsalis Famliy, estrelando Michael Arata e Shelly Poncy.
- Em 2009, o Walnut Street Theatre, na Filadélfia, onde o original pré-Broadway ocorreu, começou uma produção em comemoração ao aniversário de 200ª sessão.
- A mais recente reapresentação da Broadway foi dirigida por Edward Hall e estrelou John C. Reilly, Natasha Richardson e Amy Ryan.[10]
- Em janeiro de 2009, a primeira produção Afro-Americana de A Streetcar Named Desire foi apresentada no Pace University, dirigida por Steven McCasland. A produção apresentava Lisa Lamothe como Blanche, Stephon O'Neal Pettway como Stanley, e Jasmine Clayton como Stella, e apresentava Sully Lennon como Allan Gray, o fantasma do marido morto de Blanche. Benvolio Tomaiuolo foi o diretor assistente e gerenciou a produção.
- No ano de 2009 a vencedora do Oscar, Rachel Weisz, também interpretou a personagem Blanche DuBois. Rachel recebeu por sua atuação o mais aclamado prêmio do teatro, o Lawrence Olivier de teatro como melhor atriz.
- A produção da Sydney Theatre Company de A Streetcar Named Desire estreou em 5 de setembro e foi apresentada até 17 de outubro de 2009. Essa produção, dirigida por Liv Ullmann, apresentava Cate Blanchett como Blanche, Joel Edgerton como Stanley, Robin McLeavy como Stella e Tim Richards como Mitch.[11] foi apresentada no Kennedy Center, em Washington, D.C., de 29 de outubro a 21 de novembro de 2009,[12] e é costumeiramente apresentada na Brooklyn Academy of Music, em Nova Yorque.[13]

## Adaptações

### Cinema

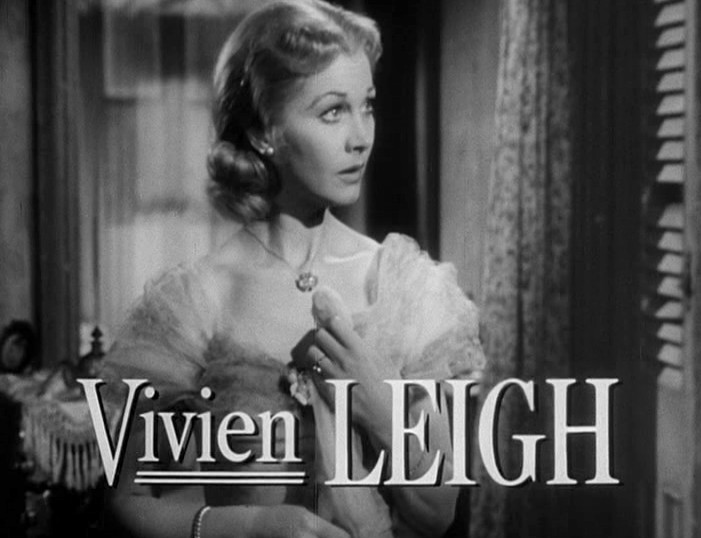
Vivien Leigh no filme "A Streetcar Named Desire".

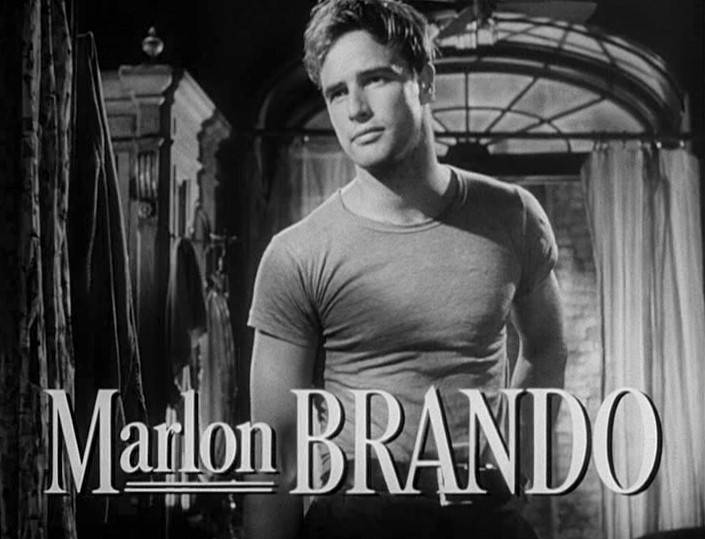
Marlon Brando no filme "A Streetcar Named Desire"

- Em 1951, Elia Kazan dirigiu o filme "A Streetcar Named Desire", e Vivien Leigh recebeu o Oscar de melhor atriz., enquanto Kim Hunter e Karl Malden receberam Oscar de coadjuvantes.[3] As referêncais ao homossexualidade de Allan Gray foram removidas, devido às restrições do Motion Picture Production Code, e a razão de seu suicídio foi trocada por um momento de "fraqueza", de fragilidade.[14] Em 1993 a versão original foi restaurada. Um desses cortes foi a cena em que Blanche conta sobre seu marido e diz que ela o fizera cometer o suicídio com seus insultos.
- O filme de Pedro Almodovar, de 1999, vencedor do Oscar de 1999, All About My Mother, apresenta uma versão espanhola da peça. Alguns dos diálogos, porém, são da versão filmada em 1951, e não da versão teatral original.

### Ópera e Balé
- Em 1995, uma ópera foi adaptada e composta por André Previn com um libreto de Philip Littell, na San Francisco Opera, durante a temporada 1998-99. Ela apresentou Renée Fleming como Blanche.
- Um balé foi realizado em 1952, no Her Majesty's Theatre, em Montreal, apresentando a música de Alex North, que também compôs a música do filme.
- Um balé foi realizado por John Neumeier, em Frankfurt, em 1983. A música incluía Visions fugitives, de Prokofiev e a Primeira Sinfonia de Alfred Schnittke.

### Televisão
- Em 1955, o programa de TV Omnibus apresentou Jessica Tandy revivendo seu desempenho original de Blanche na Broadway, com seu marido, Hume Cronyn, como Mitch.
- A versão para TV de 1984, ganhadora de vários Prêmios Emmy, apresentava Ann-Margret como Blanche, Treat Williams como Stanley, Beverly D'Angelo como Stella e Randy Quaid como Mitch. Foi dirigida por John Erman, com adaptação de Oscar Saul e trilha sonora composta por Marvin Hamlisch. Ann-Margret, D'Angelo e Quaid foram indicados para o Emmy, mas não o ganharam.  O filme ganhou, porém, 4 Emmys, inclusive um para a cinematografia de Bill Butler. Ann-Margret ganhou o Globo de Ouro por seu desempanho, e Treat Williams foi indicado para melhor ator.
- A versão para TV feita em 1995 foi baseada no grande sucesso revivido na Broadway, estrelado por Alec Baldwin e Jessica Lange. Apenas Baldwin e Lange vieram da versão teatral; na TV John Goodman viveu Mitch e Diane Lane, Stella. Essa produção foi dirigida por Glenn Jordan. Baldwin, Lange e Goodman foram indicados ao Emmy.  Lange venceu o Globo de Ouro de melhor atriz, e Baldwin foi indicado, mas não venceu.
- Em 1998, PBS veiculou uma versão da ópera adaptada da original de San Francisco Opera. O programa recebeu uma indicação ao Emmy para a Outstanding Classical Music/Dance Program.

## A Streetcar Named Success
"A Streetcar Named Success" é um ensaio de Tennessee Williams sobre arte, e o papel do artista na sociedade, e foi muitas vezes incluído nas edições de "A Streetcar Named Desire". Uma versão desse ensaio apareceu no New York Times, em 30 de novembro de 1947, 4 dias antes da abertura de A Streetcar Named Desire. Outra versão, intitulada "The Catastrophe of Success", é algumas vezes usada na introdução de  The Glass Menagerie (peça).

## Premiações
- 1948 - New York Drama Critics' Circle Best Play
- 1948 - Prêmio Pulitzer - Drama